# The Wizrd
Future Hndrxx Presents: The Wizrd (chiamato anche semplicemente The Wizrd e stilizzato come The WIZRD) è il settimo album in studio del rapper americano Future, pubblicato il 18 gennaio 2019, attraverso Epic Records e Freebandz. È stato annunciato il 4 gennaio con l'uscita del singolo principale Crushed Up, e l'album è stato inoltre promosso da un film intitolato The Wizrd, pubblicato l'11 gennaio su Apple Music. Il secondo singolo, Jumpin on a Jet, è stato pubblicato il 9 gennaio. L'album contiene 20 canzoni e include apparizioni di ospiti come Young Thug, Gunna e Travis Scott.
The Wizrd ha ricevuto recensioni generalmente positive dalla critica e ha debuttato al numero uno della US Billboard 200. È il sesto album numero uno degli Stati Uniti di Future.

## Pubblicazione e promozione
L'album era accompagnato da un film omonimo, uscito su Apple Music l'11 gennaio. Il suo annuncio è stato accompagnato dall'uscita del trailer. Prodotto da Mass Appeal, il film di un'ora segue Future nel tour Purple Reign del 2016 e offre uno sguardo alla sua vita personale e al suo processo creativo. Varie celebrità tra cui Drake, Young Thug e DJ Khaled compaiono nel film. Le proiezioni del film si sono svolte anche in diverse città degli Stati Uniti.
Nei giorni precedenti l'uscita dell'album, Future ha pubblicato frammenti di brani selezionati, attraverso video sui social media. Ogni elemento visivo presentava alcuni dei maghi più famosi della cultura pop, tra cui Lord Voldemort di Harry Potter e il Mago di Oz. In un'intervista a Genius, Future ha rivelato che l'album e il suo titolo sono dedicati a un suo zio defunto che gli ha dato il soprannome di "mago".
Il primo singolo, Crushed Up, è stato pubblicato il 4 gennaio 2019, con il suo video musicale, diretto da Spike Jordan e Sebastian Sdaigui, uscito lo stesso giorno. Jumpin on a Jet, prodotto da Southside, è stato pubblicato il 9 gennaio insieme a un video musicale con una rapina su un aereo. First Off con Travis Scott, è stato inviato alla radio ritmica e urbana contemporanea il 12 febbraio 2019, come terzo singolo dell'album.

## Critica e accoglienza
The Wizrd ha ricevuto recensioni generalmente positive dalla critica. Su Metacritic, che assegna una valutazione normalizzata su 100 alle recensioni delle pubblicazioni principali, l'album ha ottenuto un punteggio medio di 70, basato su 12 recensioni. Tommy Monroe di Consequence of Sound ha dichiarato: "Un album di 20 tracce è molto. Ma con The WIZRD, a malapena lo si sente a causa del flusso regolare da traccia a traccia. Anche le poche mancanze non interrompono il ritmo del progetto." Charles Holmes di Rolling Stone ha scritto: "The Wizrd è l'ultimo album dell'attuale contratto con le major di Future, ed è efficace nel rafforzare le qualità che lo hanno trasformato in una star, oltre a delineare la sua storia dalle stalle alle stelle...".
The Wizrd ha debuttato al numero uno della US Billboard 200 con 125.000 unità equivalenti all'album (tra cui 15.000 vendite di album puri) nella sua prima settimana. È il sesto album numero uno degli Stati Uniti per Futuro. Nella sua seconda settimana, l'album è sceso al secondo posto della classifica, dietro l'album DNA dei Backstreet Boys, guadagnando altre 56.000 unità equivalenti all'album. Alla sua terza settimana, l'album è sceso al numero tre della classifica, guadagnando altre 40.000 unità equivalenti all'album quella settimana. A partire da maggio 2019, l'album ha venduto 450.000 unità di album negli Stati Uniti. Il 5 agosto 2019, The Wizrd è stato certificato oro dalla Recording Industry Association of America (RIAA) per vendite combinate e flussi superiori a 500.000 unità negli Stati Uniti.

## Tracce
1. Never Stop – 4:51
2. Jumpin on a Jet – 2:17
3. Rocket Ship – 1:56
4. Temptation – 2:47
5. Crushed Up – 2:30
6. F&N – 3:09
7. Call the Coroner – 2:11
8. Talk Shit Like a Preacher – 2:12
9. Promise U That – 3:25
10. Stick to the Models – 3:16
11. Overdose – 1:55
12. Krazy But True – 3:05
13. Servin Killa Kam – 3:06
14. Baptiize – 3:38
15. Unicorn Purp (feat. Young Thug and Gunna) – 4:06
16. Goin Dummi – 2:11
17. First Off (feat. Travis Scott) – 3:48
18. Faceshot – 2:55
19. Ain't Coming Back – 3:39
20. Tricks on Me – 4:22